# Quiero hacerte el amor
«Quiero hacerte el amor» es una canción interpretada por la cantante mexicana Thalía, incluida en su cuarto álbum de estudio, En éxtasis (1995); fue lanzada como el cuarto sencillo del álbum en marzo de 1996. Fue escrita por Daniel García y Mario Schajris. Es una balada de pop en la que destaca el piano.
La canción no cuenta con un video musical y solo se promocionó en las radios. Debido a su letra fue censurada en algunas estaciones de radio, pero a pesar de eso, tuvo éxito moderado y logró convertirse en un clásico de la cantante. Thalía grabó una versión en inglés llamada «You Are Still On My Mind», que fue incluida en su álbum filipino Nandito Ako (1997).

## Posicionamiento
| Listas (2006-2007)               | Posiciones |
| -------------------------------- | ---------- |
| Latin America Top 100            | 1          |
| México Top 100                   | 1          |
| España Hot 100                   | 1          |
| U.S. Billboard Latin Pop Airplay | 30         |

## Versiones
1. Álbum Versión
2. Inglés Versión
3. Con Banda Versión

- Datos: Q1243734